# うしろの正面カムイさん
『うしろの正面カムイさん』（うしろのしょうめんカムイさん）は、原作：えろき・作画：コノシロしんこによる日本の漫画作品。『裏サンデー』（小学館）および『マンガワン』にて、2020年3月27日から連載が開始された。ジャンルはホラーコメディ。強大な霊力を持つ著名な霊能力者のカムイが、霊感を持つが除霊の力を持たない女子高生の助手シヅカと共に、特殊な手法で怪異を除霊していく内容になっている。
単行本の第1巻が発売された際には、きただりょうまが本作を推薦した。次にくるマンガ大賞2021ではWebマンガ部門第13位にランクインした。

## 主な登場人物
カムイ
有名な霊能力者、心霊アナリスト。彫刻のように鍛え上げられた肉体を持ち、金髪をオールバックにしている。巷ではイケメン霊媒師として除霊活動を行っている。シヅカからは「カムイさん」と呼ばれている。本名・年齢は名言されていないが、「おじさん」と呼ばれても異を唱えないため、それ相応の年齢である模様。怪異にしか欲情しない変態で、怪異を性交およびピロートークをすることで調伏、除霊する（性交で除霊できない場合は舌による愛撫で除霊する）。除霊対処となる怪異は容姿・性別を問わない。また、幽体離脱を自分の意志で行うことができる。除霊後はいわゆる賢者タイムに入るためぼうっとしている。
耳塚 シヅカ（みみづか シヅカ）
幽霊が見えるだけの普通の女子高生。カムイの助手。黒髪を前下がりボブヘアにしている。子供のころから怪異に憑りつかれており、独りで怯える生活をしていたが、カムイにその体質と逃げ足の速さに目をつけられて、囮にスカウトされた。カムイの事務所に住み込みバイトとして働いている。囮の他、主にカムイの世間体に対するフォロー役を担う。カムイの除霊方法が他人にばれないかとヒヤヒヤしている。中学生の頃は霊媒体質故に周囲に気味悪がられて孤独だったが、カムイと知り合ってからは高校デビューを果たし、キョーコなどの友人もできた。カムイが怪異にしか欲情しない性癖のためか、巨乳でスタイル抜群だが言及は少ない。
お市（おいち）
市松人形の付喪神。100年以上様々な持ち主を渡り歩き、坊主や神主たちを恐れさせてきた。長い黒髪を自由自在に操ることができる。カムイの事務所に送られて、怖がらせようとするが、逆に除霊される。その後は、カムイの事務所に住むことになり、除霊活動を一緒に行うようになる。
ユイ
小学校低学年くらいの少女。肩までの黒髪を低い位置でツインテールにしている。人形遊びが好きで、ゴミ捨て場から身動きが取れなくなっていたお市を自宅に持ち帰り、「ジョアンナ」と名付けて可愛がっていた。所持しているクマのぬいぐるみのアンドリューも付喪神であり、化け猫を拾う、犬神を拾う等、怪異に何かと縁がある。
ローズマリー
イギリス出身で神父によってその力を見いだされ、欧州で活躍しているエクソシスト(悪魔祓い師)。髪はストレートの長いブロンドでシヅカに劣らないスタイル抜群の美女。シスター装束を身につけている。史上初の女性エクソシストで、100件以上の悪魔払いに成功していることから注目を集めている。エクソシストとしての責任や使命感は強くストイックな性格。
日本語は堪能ながら除霊の際には英語を使用し、加えてキリスト教に基づいた儀礼で行うため、日本の霊にまったく通用しない。ただし、弱い霊なら気迫と生来の力によるゴリ押しで無理矢理祓うことも可能。
シスターは清廉であることをモットーとしており、恋愛をテーマとした創作物にすら触れない禁欲的な生活を送ってきた。そのため、性的なものに対して免疫がなく、カムイの除霊方法や性的なものを目にすると鼻血を噴いて卒倒してしまう。さらに私服のセンスも残念である。
キョーコ
シヅカの同級生。外ハネの長い金髪。ミーハーで、雑誌に特集されていたカムイの写真を見て以来憧れを抱く。シヅカがカムイの助手であることが露見した後も、秘密にしていたシヅカに怒ることなく、むしろ理解を示している。また、カムイの除霊を間近で見たこともあるが、顔しか見ていなかったため、性行為が行われていることには気づいていない。
怖がりでテレビのホラー番組等は好まないが、普通に霊が見える程度には霊感が強い。兄と妹がおり、兄は警察官。
イナガワ
シヅカの同級生。ウエーブがかった黒髪をツインテールにしている。オカルトマニアでカムイのことをインチキ霊能力者と見下していた。ゴーストハンターを自称しているが除霊の経験はなく、ソロキャンプに行った際にはヤマノケに憑依されてカムイに救われることとなる。

## 書誌情報
- 原作：えろき・作画：コノシロしんこ『うしろの正面カムイさん』小学館〈裏少年サンデーコミックス〉、既刊11巻（2025年8月8日現在） 
  1. 2020年8月12日発売[4][2]、ISBN 978-4-09-850220-2
  2. 2021年2月19日発売[5]、ISBN 978-4-09-850464-0
  3. 2021年8月11日発売[6]、ISBN 978-4-09-850668-2
  4. 2022年2月10日発売[7]、ISBN 978-4-09-850884-6
  5. 2022年8月10日発売[8]、ISBN 978-4-09-851233-1
  6. 2023年3月10日発売[9]、ISBN 978-4-09-851748-0
  7. 2023年9月19日発売[10]、ISBN 978-4-09-852835-6
  8. 2024年2月9日発売[11]、ISBN 978-4-09-853124-0
  9. 2024年8月8日発売[12]、ISBN 978-4-09-853520-0
  10. 2025年2月12日発売[13]、ISBN 978-4-09-853861-4
  11. 2025年8月8日発売[14]、ISBN 978-4-09-854196-6